# Granucillo
Granucillo, chiamato anche Granucillo de Vidriales, è un comune spagnolo di 176 abitanti situato nella comunità autonoma di Castiglia e León.
Nel comune ci sono diverse vestigia di epoca preistorica. Oltre al capoluogo Granucillo, nel comune vi sono altri due centri abitati: Cunquilla de Vidriales e Grijalba de Vidriales.